# Croix-Rouge chinoise
La Croix-Rouge chinoise (中国红十字会 chinois simplifié ; 中國紅十字會 chinois traditionnel) est la Croix-Rouge nationale de la République populaire de Chine.

## Origines et histoire avant 1949
Elle a été fondée le 10 mars 1904, durant la guerre russo-japonaise, sous le nom de « Comité international de la Croix-Rouge de Shanghai ». Ses pères fondateurs étaient des hommes d'affaires et des hommes politiques de Shanghai, chinois et occidentaux. Placer leur organisation sous la protection de l'emblème de la croix rouge devait assurer la neutralité et la protection des équipes envoyées en Mandchourie pour porter secours aux civils pris dans les combats entre le Japon et la Russie.
Après la guerre russo-japonaise, la Croix-Rouge chinoise s'est étendue de façon exponentielle en donnant du secours également en temps de paix. Il y avait toujours énormément de catastrophes naturelles en Chine dont il fallait s'occuper. Inondations, famines et feux étaient courants dans la première partie du XXe siècle sans parler du déclenchement de la guerre civile. La Croix-Rouge chinoise a ouvert des hôpitaux à Shanghai et dans bien d'autres villes, tandis qu'elle fleuri dans tout le pays financée par des chinois avides de participer aux activités patriotiques, en particulier dans le cadre d'une organisation avec des ramifications internationales et une aura de « modernité ». Dans les années 1920, on comptait plus de 300 sections de la Croix-Rouge en Chine.
Le Comité international de la Croix-Rouge a reconnu la Croix-Rouge chinoise en 1912 après l'établissement de la République de Chine. La Croix-Rouge chinoise a adhéré officiellement à la Fédération internationale en 1919 et a été l'un des premiers membres. Durant les années 1920, la Croix-Rouge chinoise a contribué à aider les autres pays frappés par des catastrophes naturelles. En 1906, lors du séisme de San Francisco et le feu qui a tué 3 000 personnes et détruit la ville, la Croix-Rouge chinoise a envoyé de l'argent à son homologue de San Francisco pour contribuer aux secours. En 1923, après le grand tremblement de terre de Tokyo, la Croix-Rouge chinoise a envoyé une équipe de secours, des caisses de médicaments, et près de 20 000 dollars au Japon. L'instance dirigeante de la société des années 1920-1940 est étroitement liée avec les Américains et la société de la Croix-Rouge britannique, le gouvernement du Kuomintang et la communauté d'affaires de Shanghai.
Depuis lors, conformément à son mandat et ses statuts, la Croix-Rouge chinoise a été active en temps de guerre mais aussi en temps de paix, en cas de catastrophe naturelle comme, récemment, lors du séisme du Sichuan de mai 2008.
En 2002, elle comptait 7,5 millions de membres individuels et 310 000 volontaires auxquels s'ajoutent encore 4 600 employés.

### Source
- (en) Cet article est partiellement ou en totalité issu de l’article de Wikipédia en anglais intitulé « Red Cross Society of China » (voir la liste des auteurs).